# Decio Vinciguerra
Decio Vinciguerra, né à Gênes le 23 mai 1856 et mort à Padoue le 5 octobre 1934, est un médecin et ichtyologiste italien qui a été pendant de nombreuses années directeur de l'Aquarium romain.